# Шевченко Євгеній Костянтинович
Євгеній Костянтинович Шевченко (нар. 2 грудня 1995) — український футболіст, захисник рівненського «Вереса».

## Життєпис
Вихованець столичного РВУФК. У ДЮФЛУ також виступав за київську «Зірку» та «Княжа» (Щасливе). У сезоні 2012/13 років перебував у структурі донецького «Металурга», проте зіграв лише 1 матч за молодіжну команду клубу. У 2014 році виступав за аматорський клуб «Локомотив» у чемпіонаті Київської області.
У 2015 році приєднався до «Оболонь-Бровара». Дебютував у футболці «пивоварів» 28 березня 2015 року в нічийному (0:0) домашньому поєдинку 17-го туру Другої ліги проти одеського «Реал Фарми». Євгеній вийшов на поле на 79-й хвилині, замінивши Григорія Сахнюка. Дебютним голом за київську команду відзначився 19 серпня 2016 року на 51-й хвилині переможного (3:2) домашньому поєдинку 5-го туру Першої ліги проти «Сум». Шевченко вийшов на поле на 35-й хвилині, замінивши Іллю Коваленка. У сезоні 2014/15 років разом з «пивоварами» став срібним призером Другої ліги, а наступного сезону — бронзовим призером Першої ліги. Загалом за 6 сезонів у футболці «пивоварів» провів за команду 90 матчів і забив 4 м'ячі.
Сезон 2020/21 розпочав у житомирському «Поліссі», утім закріпитися в основі житомирян не зміг. Наступним клубом Євгенія Шевченка став «ВПК-Агро», за який він провів 17 матчів і забив 3 голи в Першій лізі.
У 2022 році долучився до першолігового «Епіцентру» із Кам'янця-Подільського, де застовпив за собою місце в основній команді. Загалом зіграв у сезоні усі 22 матчі Першої ліги і відзначився одним забитим м'ячем.
4 липня 2023 року підписав річний контракт із рівненським «Вересом». Дебютував в УПЛ за рівнян 2 серпня у домашньому матчі другого туру проти донецького «Шахтаря» (1:1) і відразу ж відзначився забитим м'ячем.
| Сезон   | Команда            | Турнір       | М  | Г |
| ------- | ------------------ | ------------ | -- | - |
| 2014-15 | «Оболонь-Бровар»   | Друга ліга   | 7  | 0 |
| 2015-16 | «Оболонь-Бровар»   | Перша ліга   | 9  | 0 |
| 2016-17 | «Оболонь-Бровар»   | Перша ліга   | 19 | 2 |
| 2017-18 | «Оболонь-Бровар»   | Перша ліга   | 19 | 0 |
| 2018-19 | «Оболонь-Бровар»   | Перша ліга   | 26 | 2 |
| 2019-20 | «Оболонь-Бровар»   | Перша ліга   | 10 | 0 |
| 2019-20 | «Оболонь-Бровар-2» | Друга ліга   | 4  | 1 |
| 2020-21 | «Полісся»          | Перша ліга   | 10 | 1 |
| 2021-22 | «ВПК-Агро»         | Перша ліга   | 17 | 3 |
| 2022-23 | «Епіцентр»         | Перша ліга   | 22 | 1 |
| 2023-24 | «Верес»            | Прем'єр-ліга | 21 | 2 |

## Досягнення
- Друга ліга чемпіонату України
  -  Срібний призер (1): 2014/15

- Перша ліга чемпіонату України
  -  Бронзовий призер (1): 2015/16